# 大众科学
大眾科學（英語：popular science）、流行科學或者通俗科學，是指利用各種傳媒以普通大眾为对象的，对科學技術知识的通俗阐释。向普通大众传播科学知识和概念的公益传播行为通常称为科学普及或科普。相比於科學新聞集中於出版最新科研成果，讓科學作品的內容更為廣泛。科學作品多數由科學家以及傳媒從業員編撰，透過不同媒介展示，常見的如書本、紀錄片、雜誌文章和網頁。

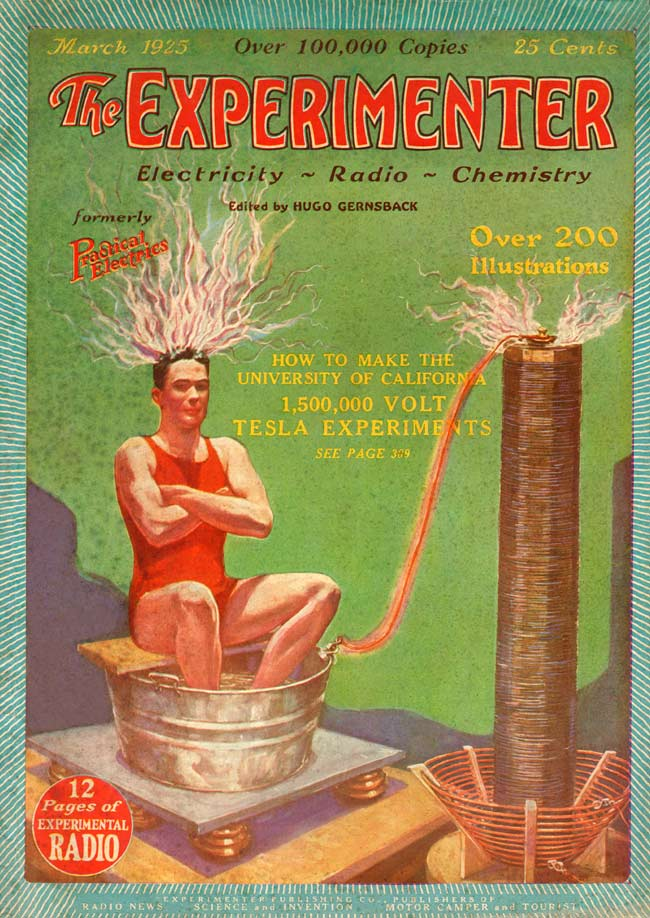
1925年的科普雜誌

## 概論
科學作品主要充當專業科學論文與大眾文化之間的橋樑。生產這類作品的主要目的是要用淺白的言辭去交代準確的科學資料和研究，令大眾更容易領會這類資訊。很多科學相關具爭議性的議題都有透過科學書籍探討，例如由著名書本《人的錯誤量度》和《鐘形曲線：美國社會中的智力與階層結構》所引發生物決定論的長篇辯論。
科學論文的作用是，讓科學家向其他同行宣告和遊說他們的科研方法是有效的，以及觀察所得的成果或結論是準確的。大眾科學作品傾向於向科學界的外行人，或特定領域以外的科學家講解其所得資料和結論的意義，以及慶祝其成果。科學文獻的內容往往較為保守和具試驗性質，並強調其新的觀察成果與其他已有相關知識的一致性，較容易取得具相關資歷科學家的認可。相反地，科普作品常強調其獨特的或基本的內容，並有著科學文獻沒有的事實權威語調。比較原著科學報告、其衍生的科學新聞以及其他科普作品，會發現越後者會有一定程度的與事實不符或過度簡化，即使是一些政治中立的科學議題亦會有類似情況。
大眾科學文章可以是由非科學家撰寫，他們或許對於相關題目只有有限知識，這或會促使專家以外的普羅大眾對其大眾科學題材的誤解，而不能分清正統科學與偽科學的分野。在台灣新聞媒體調查的科學普及教育，最常出現的學科知識由高到低是生物、地球科學、物理、化學，男性對科普知識興趣高於女性，高中生對科普知識的興趣高於大學生與國中生。
2002年6月29日中华人民共和国頒布了《科学技术普及法》是世界唯一一套以普及公眾科學知識作為國家戰略的明文法規，法定国务院科学技术行政部门制定全国科普工作规划，实行政策引导，进行督促检查，依法对科普事业实行税收优惠。中国科学技术协会則是執行主力。

## 常見特點
一些科學知識作品的常見特徵包括：
- 娛樂性較高，或對觀眾較為切身
- 強調獨特性和較偏激
- 探討的主題不受專家重視或超出已有學術研究範圍
- 基本、簡化的科學概念
- 向擁有少量甚至沒有科學背景的觀眾傳授科學知識，故內容偏向更透徹地講解科學基本概念
- 傳達綜合不同科學領域的新概念，並提出學術上新的應用範疇
- 使用比喻和類推法去解釋深奧及或抽象的科學概念
- 相較於社會科學與自然科學，科普常常淪於不專業。

## 人物

### 科普作家
科普作家有别于科幻小說作家，是指致力于以寫作方式向大眾传播與普及科学知識的作家。

### 世界著名科普界人物
| - 中国大陸科學作家 - 高士其 - 林之光 - 叶永烈（中文版《十万个为什么》作者） - 王麦林 - 章道义 - 卞德培 - 汤寿根 - 刘嘉麒 - 真·凤舞九天（《疯狂化学》作者） - 方是民 - 日本科學作家 - 木村繁──科學作家 - 山本一清──天文科學作家 - 小尾信弥教授──天文科學译作家 - 藤井旭──天文科學作家 - 中松義郎──發明家 - 南韓科學作家 - 金渡潤──漫畫家 | - 法国科學作家 - 让-亨利·法布尔，《昆虫记》作者 - 儒勒·凡尔纳，《海底两万里》作者 - 沙特莱侯爵夫人 - 德国科學作家 - 雷纳·科特 - 前苏联科學作家 - 米·伊林，俄語版《十万个为什么》作者 - 别莱利曼 |

#### 英語地區
以英語作為主要語言地區的著名科學作家或具代表性人物，按英文姓氏的字母順序排列：
- 以撒·艾西莫夫（Isaac Asimov）──美國生化學家、科學作家及科幻小說作家
- 彼得·阿特金斯（Peter Atkins）──英國物理化學家及作家
- 大衛·愛登堡爵士（Sir David Attenborough）──英國博物學家及電視主持
- 丹尼尔·布尔斯廷（Daniel J. Boorstin）──美國作家及前美國國會圖書館館長
- 亞瑟·查理斯·克拉克爵士（Sir Arthur C. Clarke）──科幻小說作家、發明家及未來學家
- 理查德·道金斯（Richard Dawkins）──英國演化生物學演化生物學家及作家
- 丹尼爾·丹尼特（Daniel Dennett）──美國哲學家、認知科學家及作家
- 賈德·戴蒙（Jared Diamond）──美國演化生物學家、生理學家、生物地理學家及作家
- 亞瑟·斯坦利·愛丁頓爵士（Sir Arthur Eddington）──英國天文學家
- 麥可·法拉第（Michael Faraday）──英國科學家及教授
- 理查德·費曼（Richard Feynman）──美國物理學家及作家
- 乔治·伽莫夫（George Gamow）──美籍俄裔物理學家、宇宙學家及作家
- 马丁·加德纳（Martin Gardner）──美国著名數學家及作家
- 麥爾坎·葛拉威爾（Malcolm Gladwell）──加拿大籍英國裔撰稿人及作家
- 史蒂芬·古爾德（Stephen Jay Gould）──美國古生物學家、演化生物學家與科學歷史學家
- 布莱恩·葛林（Brian Greene）──美国理论物理学家、超弦理论家及作家
- 約翰·伯頓·桑德森·霍爾丹（J. B. S. Haldane）──英國遺傳學家及進化生物學家
- 山姆·哈里斯（Sam Harris）──美國神經科學家及作家
- 史蒂芬·霍金（Stephen Hawking）──英國理論物理學家及作家
- 克里斯托弗·希欽斯（Christopher Hitchens）──美籍英國裔作家及記者
- 罗德·霍夫曼（Roald Hoffmann）──美國化學家
- 侯世達（Douglas Hofstadter）──美國認知科學家及作家
- 杰米·海纳曼（Jamie Hyneman）──美國特效技師及電視主持（《流言終結者》）
- 史帝夫·厄文（Steve Irwin）──澳洲野外生態專家、環保人士及電視主持（《鱷魚拍檔》），外號「鱷魚先生」
- 加來道雄（Michio Kaku）──美籍日本裔理論物理學家及作家
- 琳·馬古利斯（Lynn Margulis）──美國生物學家及作家
- 彼得·梅达沃（Peter Medawar）──英國生物學家，被理查德·道金斯喻為「最風趣的科學作家」[8]，亦被《新科學人》喻為「可能是在那時代最好的科學作家」。[9]
- 阿什利·蒙塔古（Ashley Montagu）──美籍英國裔类学家、人文学者，著作超過60本
- 德斯蒙德·莫利斯（Desmond Morris）──英國動物學家及作家
- 史迪芬·平克（Steven Pinker）──美籍加拿大裔國實驗心理學家、認知科學家及作家
- 维莱亚努尔·拉马钱德兰（V. S. Ramachandran）──美籍印度裔神经科学家、認知科學家及作家
- 詹姆斯·兰迪（James Randi）──美籍加拿大裔魔術師、科學懷疑論者及作家
- 奧利佛·薩克斯（Oliver Sacks）──英國腦神經學家及作家
- 卡爾·薩根（Carl Sagan）──美國天文學家、天體化學家、電視主持及科普作家
- 亚当·萨维奇（Adam Savage）──美國特效技師及電視主持（《流言終結者》）
- 喬·蘇瓦茲（Joe A. Schwarcz）──加拿大化學家及科普作家
- 艾恩·史都華（Ian Stewart）──英國數學家及作家
- 大衛·鈴木（David Suzuki）──加拿大籍日本裔電視主持、遺傳學家及環保人士
- 奈爾·德葛拉司·泰森（Neil deGrasse Tyson）──美國天文學家及作家

### 中国科普作家协会
1978年由高士其与科学界人士发起筹备中国科普作家协会，并于1979年8月正式成立，挂靠单位为中国科协，下设农林科普专业委员会、工交科普专业委员会、基础科学与高科技专业委员会、医药卫生专业委员会、少儿科普专业委员会、科学美术专业委员会、国防科普专业委员会、科学文艺专业委员会、科普翻译专业委员会、科普报刊广播编辑记者分会、少数民族科普专业委员会和组织工作委员会，出版物有《科技与企业》、《青年科学向导》。

## 部份科學知識資訊來源
- ABC科學（ABC Science）──澳洲廣播公司（ABC）其下網站[11]
- 我們是孤獨的嗎？（英语：Are We Alone?）──赛思·肖斯塔克（英语：Seth Shostak）的科學電台節目
- 問問生物學專家（英语：Ask a Biologist）──播客及網站
- 美國最好科學及自然文章（英语：The Best American Science and Nature Writing）──書籍系列
- 美國最好科學文章（英语：The Best American Science Writing）──書籍系列
- 焦點（英语：BBC Focus）──英國雜誌
- 地平線──英國廣播公司製作的電視節目
- BBC科學（BBC Science）──英國廣播公司（BBC）其下的科學資訊網站[12]
- 超越：科學基本概念中心（BEYOND: Center for Fundamental Concepts in Science）──亞利桑那州立大學其下網站[13]
- 宇宙（英语：Cosmos Magazine）──澳洲雜誌
- 宇宙：個人遊記──卡尔·萨根主持，並在1980年播影的電視節目。卡尔·萨根亦有把這個節目的內容寫成書。
- 每日星球（英语：Daily Planet (TV series)）──加拿大電視節目
- 發現（Discover）──雜誌
- 發現（Discovery）──英國廣播公司國際頻道播客[14]及電台節目[15]
- 探索頻道（Discovery Channel）──有線/衞星電視頻度
- 邊緣基金會（Edge Foundation, Inc.）──網上雜誌[16]
- 舊金山探索館（英语：Exploratorium）──位於三藩市的博物館
- 科學最前線（英语：Frontiers of Science）──漫畫
- 領袖雜誌（英语：Guru Magazine）──電子雜誌
- 博闻网（HowStuffWorks）──網站
- 物質世界──英國廣播公司第四電台（英语：BBC Radio 4）節目
- 醫藥雜誌（英语：Medicine Magazine）──醫學及健康雜誌
- 科學先生（英语：Mr Science Show）──中国国际广播电台於澳洲的播客及電台節目
- 流言終結者（MythBusters）──專門用科學手法證實或拆解傳言的美國電視節目
- 赤裸科學（英语：The Naked Scientists）──觀眾互動電台節目
- 國家地理學會（National Geographic Society）──世界上其中一個最大的非牟利科學與教育組織
- 新科學人（New Scientist）──雜誌
- 新星（英语：Nova (series)）──美国公共电视台的電視節目
- 新星：科學新知（Nova: science in the news）──澳洲科學院網站[17]
- 科技新时代（Popular Science）──雜誌
- 大眾科學（Popular Science，英國）──關於科普書籍及作者的網站[18]
- 流行科學圖書（Pop Science Books）──科普書籍網站[19]
- 大眾科學歷史電影系列（英语：Popular_Science_(film)）──系列式短篇電影
- 怪癖與夸克（英语：Quirks & Quarks）──加拿大廣播公司其下的播客及電台節目
- Ri頻道（The Ri Channel）──英國皇家學院（the Royal Institution, Ri）網站[20]
- ScienceBlogs ──只接受邀請者寫作的網誌平台與虛擬社群，設有十個頻道分類網誌文章
- 神奇科學（Science Fantastic）──加來道雄的電台節目[21][22]
- 科學星期五（英语：Science Friday）──美國全国公共广播电台節目
- 實戰科學（英语：Science in Action (radio programme)）──英國廣播公司國際頻道電台節目
- 科學新聞 (雜誌)（英语：Science News）
- 科學玉米粒（Science Niblets）網上雜誌[23]
- 科學人（Scientific American）──雜誌
- 種子雜誌（英语：Seed (magazine)）
- 史密森尼（Smithsonian）──由美國史密森尼学会出版的雜誌
- 穿越蟲洞──電視紀錄片系列
- 科學一週（英语：This Week in Science）──美國播客及電台節目
- 今天明天（英语：Tomorrow Today）──德國之聲科普節目
- 美國之音新聞（VOA News）──科技新知[24]及科學世界（Science World）網頁[25]
- 科學再發現──台灣科技部製作的系列科教節目，由民視新聞台播出。
- 開心大發現──香港亞洲電視製作的生活資訊節目，介紹生活中的一些科學知識。
- 學是學非──香港無綫電視製作的生活資訊節目，含科普內容並解釋一些常見誤解。

### 內文注腳
1. ↑  . 科普閱讀專題網. 香港教育城.   [2012-10-31]. （原始内容存档于2012-12-10）.
2. ↑  Murdz William McRae, "Introduction: Science in Culture" in The Literature of Science, pp 1-3, 10-11
3. ↑  李偉才. . 明報讀書網. 明報網站. 2010-04-28  [2012-10-31]. （原始内容存档于2013-06-16）.
4. ↑  Jeanne Fahnestock, "Accommodating Science: The Rhetorical Life of Scientific Facts" in The Literature of Science, pp 17-36
5. ↑  林蓓伶. .   [2010-01-01]. （原始内容存档于2020-09-09） （英语）.
6. ↑  中华人民共和国科学技术普及法 第二章
7. ↑  .   [2018-10-14]. （原始内容存档于2018-10-15）.
8. ↑  Dawkins, Richard. . Oxford [Oxfordshire]: Oxford University Press. 2008: 179. ISBN 0-19-921680-0. the wittiest of all scientific writers
9. ↑  Editorial. . New Scientist. October 1987, 116 (1581): 16. perhaps the best science writer of his generation
10. ↑  .   [2020-01-13]. （原始内容存档于2020-12-02）.
11. ↑  .   [2012-11-03]. （原始内容存档于2021-02-28）.
12. ↑  .   [2012-11-03]. （原始内容存档于2019-06-24）.
13. ↑  .   [2012-11-03]. （原始内容存档于2012-11-05）.
14. ↑  .   [2012-11-03]. （原始内容存档于2015-04-17）.
15. ↑  .   [2012-11-03]. （原始内容存档于2021-03-02）.
16. ↑  .   [2012-11-06]. （原始内容存档于2021-03-06）.
17. ↑  .   [2012-11-03]. （原始内容存档于2014-03-08）.
18. ↑  .   [2012-11-03]. （原始内容存档于2018-12-17）.
19. ↑  .   [2012-11-03]. （原始内容存档于2019-09-01）.
20. ↑  .   [2012-11-03]. （原始内容存档于2017-11-29）.
21. ↑  . Talk Radio Network.   [2012-11-02]. （原始内容存档于2021-02-06）.
22. ↑  Nox Solutions. . Talk Radio Network.   [2012-11-02]. （原始内容存档于2010-10-02）.
23. ↑  .   [2012-11-03]. （原始内容存档于2021-01-17）.
24. ↑  .   [2012-11-03]. （原始内容存档于2016-08-07）.
25. ↑  .   [2012-11-03]. （原始内容存档于2012-10-31）.

### 延伸閱讀
- McRae, Murdo William (editor).  The Literature of Science: Perspectives on Popular Scientific Writing.  The University of Georgia Press: Athens, 1993.  ISBN 978-0-8203-1506-5

## 外部連結
- 维基词典中的词条「大众科学」
- 果壳网 （页面存档备份，存于）（简体中文）
- 科学松鼠会 （页面存档备份，存于）（简体中文）
- 泛科學 （页面存档备份，存于）（繁體中文）
- 《BBC知識》國際中文版 官方部落格 （页面存档备份，存于）（繁體中文）
- Discovery雜誌 國際中文版（繁體中文）
- 《科學人》雜誌網站 （页面存档备份，存于）（繁體中文）
- newton牛頓科學雜誌網站（繁體中文）
- 科技大觀園 （页面存档备份，存于）（繁體中文）